# Pomnik Ukraińskiej Powstańczej Armii na wzgórzu Monasterz
Pomnik Ukraińskiej Powstańczej Armii na wzgórzu Monasterz – upamiętnienie nagrobne znajdujące się w domniemanym miejscu pochówku członków UPA poległych w boju z NKWD. Upamiętnienie było kilkakrotnie niszczone; państwo ukraińskie oficjalnie oczekuje jego odbudowy od Polski.

## Pochówek
W dniach 2–3 marca 1945 w wyniku obławy przeprowadzonej przez wojska graniczne NKWD we wsiach Mrzygłody i Gruszka zginęło 62 (według innych danych 66) członków kurenia Ukraińskiej Powstańczej Armii Mesnyky-2. Ciała poległych zostały zebrane przez członków ukraińskiego podziemia i pochowane w zbiorowej mogile na wzgórzu Monasterz (także Monastyrz lub Monastyr), na terenie dawnego klasztoru bazylianów.

## Pierwsze upamiętnienie
W 1993 roku grupa ukraińskiej młodzieży postawiła w miejscu domniemanego pochówku upowców żelazny krzyż z blaszaną tablicą.
Także w 1993 roku ukraińscy działacze wystąpili do konserwatora zabytków z prośbą o zezwolenie na postawienie stałego pomnika. Wobec braku odpowiedzi działacz Związku Ukraińców w Polsce Dymitr Bogusz wzniósł w tym miejscu monument w formie tryzuba. Postawienie pomnika odbyło się bez wymaganych zezwoleń i z naruszeniem obowiązujących w tym względzie przepisów. Pomnik miał tablicę z następującym napisem:

TU SPOCZYWA 45 UKRAIŃSKICH POWSTAŃCÓW Z SOTNI „SZUMA”, KTÓRZY ZGINĘLI 3.03.1945 R. W WALCE ZA WOLNOŚĆ I NIEPODLEGŁOŚĆ UKRAIŃSKIEGO I POLSKIEGO NARODU. PRZEZ ZDRADĘ, ONI NAJDORODNIEJSZY KWIAT UKRAINY OSACZENI W MONASTERSKICH LASACH PRZEZ BOLSZEWIKÓW I UB BRONILI SIĘ ZAWZIĘCIE I NIE PODDALI SIĘ JAK PRZYSTAŁO GODNYM SYNOM UKRAINY. PRZECHODNIU STOJĄCY NA TEJ ZIEMI NASZYCH OJCÓW, WSPOMNIJ O NICH W SWOJEJ MODLITWIE, BO ONI NAM NIEŚLI WOLNOŚĆ.

Tablica z napisem została zniszczona przez nieustalone osoby.
27 września 1995 r. kierownik Urzędu Rejonowego w Lubaczowie podjął decyzję o rozebraniu pomnika, wykonanie rozbiórki nakazując Dymitrowi Boguszowi. 3 listopada 1998 Naczelny Sąd Administracyjny podtrzymał tę decyzję w mocy. W 1998 roku Zarząd Główny ZUwP zobowiązał się do opracowania nowego projektu pomnika i uzyskania zgody na jego wzniesienie. Sprawa ta została także ujęta w Protokole realizacji umowy między Polską a Ukrainą o ochronie miejsc pamięci i spoczynku ofiar wojny i represji politycznych z 21 marca 1994. Reagując na impas w tej sprawie Rada Ochrony Pamięci Walk i Męczeństwa wraz z Podkarpackim Urzędem Wojewódzkim podjęła decyzję o demontażu pomnika i wzniesieniu go według innego projektu.

## Upamiętnienie ROPWiM
20 czerwca 2000 wojewoda podkarpacki zatwierdził projekt nowego upamiętnienia i udzielił ROPWiM pozwolenia na wykonanie robót związanych z budową wystroju zewnętrznego mogiły wojennej członków UPA. Mogiła nie została jednak wpisana do wojewódzkiej ewidencji grobów i cmentarzy wojennych. Pomnik, wzniesiony na koszt strony polskiej, miał formę krzyża i umieszczonej pod nim tablicy w języku ukraińskim zawierającej imiona i nazwiska upowców, ich daty urodzin oraz napisy: "POLIAHŁY ZA WILNU UKRAJINU" (Polegli za wolną Ukrainę) oraz "TUT SPOCZYWAJUT POŁEHLI W BOJU Z NKWS W MONASTYRŚKYCH LISACH W NICZ Z 2 NA 3 BEREZNIA 1945 ROKU" (Tu spoczywają polegli w boju z NKWD w lasach monastyrskich w nocy z 2 na 3 marca 1945 roku).
W czerwcu 2015 roku nieznani sprawcy rozbili tablicę pamiątkową i pomalowali krzyż w biało-czerwone barwy. W miejscu godła Ukrainy namalowano znak Polski Walczącej. Krzyż został oczyszczony z farby w lutym 2017 przez pracowników ukraińskiego przedsiębiorstwa "Dola". W styczniu 2020 nieznane osoby wrzuciły kawałki rozbitej tablicy do dołu.
W lipcu 2020 roku minister spraw zagranicznych Ukrainy Dmytro Kułeba podczas spotkania z ministrem spraw zagranicznych Jackiem Czaputowiczem uzależnił dalsze udzielanie pozwoleń na prace archeologiczne IPN na Ukrainie od odnowienia przez stronę polską pomnika na wzgórzu Monasterz. Według służby prasowej prezydenta Ukrainy prezydent RP Andrzej Duda we wrześniu 2020 obiecał Wołodymyrowi Zełenskiemu „zdjęcie z porządku dziennego” sprawy odnowienia pomnika na wzgórzu Monasterz do następnego spotkania obu głów państw. 

### Odnowienie tablicy
Tuż przed wizytą Andrzeja Dudy na Ukrainie w październiku 2020 roku tablica na mogile została odnowiona przez Fundację Wolność i Demokracja, jednak bez spisu nazwisk członków UPA i napisu „Polegli za wolną Ukrainę”. Na tablicy umieszczono w językach polskim i ukraińskim napis:ZBIOROWA MOGIŁA UKRAIŃCÓW KTÓRZY ZGINĘLI W WALCE Z SOWIECKIM NKWD W LASACH MONASTERSKICH W NOCY Z 2 NA 3 MARCA 1945 ROKU. Jeszcze w trakcie wizyty Zełenski zwrócił uwagę na konieczność rekonstrukcji tablicy w poprzednim kształcie. W kolejnych latach strona ukraińska podtrzymywała ten postulat; sprawa pozostawała na porządku dziennym w styczniu 2025.
21 kwietnia 2025 strażnicy graniczni odkryli, że na pomniku pojawiła się płyta z napisem oskarżającym UPA o zbrodnie. Została ona naklejona na dotychczasową płytę. W ten sam sposób tabliczką z krzyżem zasłonięto tryzub. Incydent stanowczo potępili ministrowie kultury Polski i Ukrainy. Pod koniec kwietnia 2025 oba nielegalne elementy zostały usunięte.

## Kontrowersje
Według Piotra Szopy z IPN Rzeszów źródła podają różne liczby poległych w starciu UPA z NKWD. Ponadto jego zdaniem istnieją wątpliwości odnośnie lokalizacji mogiły. W październiku i grudniu 2020 IPN w wydanych komunikatach opowiedział się za wyjaśnieniem wątpliwości odnośnie liczby i tożsamości osób pochowanych na górze Monasterz przed powrotem do formy upamiętnienia z nazwiskami poległych.

...do chwili obecnej nie tylko nie są znane i potwierdzone personalia wszystkich tam pochowanych, ale nawet nie wiadomo, ile w rzeczywistości spoczywa tam osób ani czy rzeczywista lokalizacja i rozmiar tej mogiły są chociażby w przybliżeniu zgodne z obecną, uformowaną w wiele dekad po wydarzeniach.